# 日本短期大学列表
以下是日本各短期大学的列表，包含已停办之院校。

## 1950年创办
- 岐阜市立女子短期大学（日语：岐阜市立女子短期大学）
- 鹿儿岛县立短期大学（日语：鹿児島県立短期大学）
- 东北女子短期大学（日语：東北女子短期大学），2021年更名為「柴田學園大學短期大學部」。
- 郡山女子大学短期大学部（日语：郡山女子大学短期大学部）
- 淑德短期大学（日语：淑徳短期大学）
- 昭和学院短期大学（日语：昭和学院短期大学）
- 千叶敬爱短期大学（日语：千葉敬愛短期大学）
- 大妻女子大学短期大学部（日语：大妻女子大学短期大学部）
- 共立女子短期大学（日语：共立女子短期大学）
- 国际短期大学（日语：国際短期大学）
- 自由之丘产能短期大学（日语：自由が丘産能短期大学）
- 实践女子短期大学（日语：実践女子短期大学）
- 女子营养大学短期大学部（日语：女子栄養大学短期大学部）
- 女子美术大学短期大学部（日语：女子美術大学短期大学部）
- 杉野服飾大学短期大学部（日语：杉野服飾大学短期大学部）
- 户板女子短期大学（日语：戸板女子短期大学）
- 东京家政大学短期大学部（日语：東京家政大学短期大学部）
- 东京女子体育短期大学（日语：東京女子体育短期大学）
- 新渡户文化短期大学（日语：新渡戸文化短期大学）
- 日本大学短期大学部（日语：日本大学短期大学部）
- 镰仓女子大学短期大学部（日语：鎌倉女子大学短期大学部）
- 金泽学院短期大学（日语：金沢学院短期大学）
- 北陆学院大学短期大学部（日语：北陸学院大学短期大学部）
- 爱知学院大学短期大学部（日语：愛知学院大学短期大学部）
- 爱知大学短期大学部（日语：愛知大学短期大学部）
- 爱知学泉短期大学（日语：愛知学泉短期大学）
- 至学馆大学短期大学部（日语：至学館大学短期大学部）
- 名古屋女子大学短期大学部（日语：名古屋女子大学短期大学部）
- 爱知瑞穗大学短期大学部（日语：愛知みずほ大学短期大学部）
- 名古屋文化短期大学 （日语：名古屋文化短期大学）
- 京都外国语短期大学（日语：京都外国語短期大学）
- 京都光华女子大学短期大学部（日语：京都光華女子大学短期大学部）
- 京都西山短期大学（日语：京都西山短期大学）
- 環太平洋大學短期大學部（日语：環太平洋大学短期大学部，前愛媛女子短大。
- 龙谷大学短期大学部（日语：龍谷大学短期大学部）
- 大阪夕阳丘学园短期大学（日语：大阪夕陽丘学園短期大学）
- 近畿大学短期大学部（日语：近畿大学短期大学部）
- 神户女子短期大学（日语：神戸女子短期大学）
- 颂荣短期大学（日语：頌栄短期大学）
- 圣和短期大学（日语：聖和短期大学）
- 武库川女子大学短期大学部（日语：武庫川女子大学短期大学部）
- 西南女学院大学短期大学部（日语：西南女学院大学短期大学部）
- 东筑紫短期大学（日语：東筑紫短期大学）
- 福岡女學院大學短期大學部（日语：福岡女学院大学短期大学部）
- 福岡工業大學短期大學部（日语：福岡工業大学短期大学部）

## 1951年创办
- 岩手县立大学盛冈短期大学部（日语：岩手県立大学盛岡短期大学部）
- 会津大学短期大学部（日语：会津大学短期大学部）
- 静冈县立大学短期大学部（日语：静岡県立大学短期大学部）
- 北星学园大学短期大学部（日语：北星学園大学短期大学部）
- 圣和学园短期大学（日语：聖和学園短期大学）
- 东北生活文化大学短期大学部（日语：東北生活文化大学短期大学部）
- 东邦音乐短期大学（日语：東邦音楽短期大学）
- 相模女子大学短期大学部（日语：相模女子大学短期大学部）
- 山梨学院短期大学（日语：山梨学院短期大学）
- 滨松学院大学短期大学部（日语：浜松学院大学短期大学部）
- 爱知文教女子短期大学（日语：愛知文教女子短期大学）
- 大阪音乐大学短期大学部（日语：大阪音楽大学短期大学部）
- 大阪成蹊短期大学（日语：大阪成蹊短期大学）
- 大手前短期大学（日语：大手前短期大学）
- 大阪艺术大学短期大学部（日语：大阪芸術大学短期大学部）
- 和歌山信爱女子短期大学（日语：和歌山信愛女子短期大学）
- 冈山短期大学（日语：岡山短期大学）
- 作阳音乐短期大学（日语：作陽音楽短期大学）
- 美作大学短期大学部（日语：美作大学短期大学部）

## 1952年创办
- 山形县立米泽女子短期大学（日语：山形県立米沢女子短期大学）
- 三重短期大学（日语：三重短期大学）
- 上野学园大学短期大学部（日语：上野学園大学短期大学部）
- 东京交通短期大学（日语：東京交通短期大学）
- 神奈川齿科大学短期大学部（日语：湘南短期大学）
- 滋贺文教短期大学（日语：滋賀文教短期大学）
- 池坊短期大学（日语：池坊短期大学）
- 大阪基督教短期大学（日语：大阪キリスト教短期大学）
- 凑川短期大学（日语：湊川短期大学）
- 松山短期大学（日语：松山短期大学）
- 九州龙谷短期大学（日语：九州龍谷短期大学）
- 尚䌹大学短期大学部（日语：尚絅大学短期大学部）

## 1953年创办
- 函馆短期大学（日语：函館短期大学）
- 修红短期大学（日语：修紅短期大学）
- 秋田营养短期大学（日语：秋田栄養短期大学）
- 鹤见大学短期大学部（日语：鶴見大学短期大学部）
- 松本大学松商短期大学部（日语：松本大学松商短期大学部）
- 名古屋柳城短期大学（日语：名古屋柳城短期大学）
- 华顶短期大学（日语：華頂短期大学）
- 关西外国语大学短期大学部（日语：関西外国語大学短期大学部）
- 就实短期大学（日语：就実短期大学）

## 1954年创办
- 圣灵女子短期大学（日语：聖霊女子短期大学）
- 别府大学短期大学部（日语：別府大学短期大学部）

## 1955年创办
- 大月短期大学（日语：大月短期大学）
- 樱之圣母短期大学（日语：桜の聖母短期大学）
- 桐朋学园艺术短期大学（日语：桐朋学園芸術短期大学）
- 正眼短期大学（日语：正眼短期大学）
- 修文大学短期大学部（日语：修文大学短期大学部）
- 名古屋短期大学（日语：名古屋短期大学）
- 兵库大学短期大学部（日语：兵庫大学短期大学部）
- 安田女子短期大学（日语：安田女子短期大学）

## 1957年创办
- 白梅学园短期大学（日语：白梅学園短期大学）
- 小田原女子短期大学（日语：小田原女子短期大学）
- 四天王寺大学短期大学部（日语：四天王寺大学短期大学部）
- 纯真短期大学（日语：純真短期大学）
- 西日本短期大学（日语：西日本短期大学）
- 中村学园大学短期大学部（日语：中村学園大学短期大学部）

## 1958年创办
- 香兰女子短期大学（日语：香蘭女子短期大学）

## 1959年创办
- 冲绳基督教短期大学（日语：沖縄キリスト教短期大学）

## 1960年创办
- 名寄市立大学短期大学部（日语：名寄市立大学短期大学部，前名寄市立短期大學）
- 带广大谷短期大学（日语：帯広大谷短期大学）
- 星美学园短期大学（日语：星美学園短期大学）
- 京都文教短期大学（日语：京都文教短期大学）
- 芦屋学园短期大学（日语：芦屋学園短期大学）
- 宇部边境大学短期大学部（日语：宇部フロンティア大学短期大学部，前宇部短期大學）
- 九州女子短期大学（日语：九州女子短期大学）
- 福冈工业大学短期大学部（日语：福岡工業大学短期大学部）
- 鹿儿岛纯心女子短期大学（日语：鹿児島純心女子短期大学）

## 1961年创办
- 大分县立艺术文化短期大学（日语：大分県立芸術文化短期大学）
- 札幌大谷大学短期大学部（日语：札幌大谷大学短期大学部，前札幌大谷短期大學）
- 东洋食品工业短期大学（日语：東洋食品工業短期大学）
- 四国大学短期大学部（日语：四国大学短期大学部）
- 德岛文理大学短期大学部（日语：徳島文理大学短期大学部）

## 1962年创办
- 爱国学园短期大学（日语：愛国学園短期大学）
- 帝京短期大学（日语：帝京短期大学）
- 洗足儿童短期大学（日语：洗足こども短期大学）
- 大阪学院大学短期大学部（日语：大阪学院大学短期大学部）
- 大阪国际大学短期大学部（日语：大阪国際大学短期大学部）
- 产业技术短期大学（日语：産業技術短期大学）
- 中国短期大学（日语：中国短期大学）
- 下关短期大学（日语：下関短期大学）

## 1963年创办
- 函馆大谷短期大学（日语：函館大谷短期大学）
- 北翔大学短期大学部（日语：北翔大学短期大学部）
- 青森明之星短期大学（日语：青森明の星短期大学）
- 桐生大学短期大学部（日语：桐生大学短期大学部）
- 目白大学短期大学部（日语：目白大学短期大学部）
- 富山短期大学（日语：富山短期大学）
- 东海学院大学短期大学部（日语：東海学院大学短期大学部）
- 园田学园女子大学短期大学部（日语：園田学園女子大学短期大学部）
- 山阳女子短期大学（日语：山陽女子短期大学）
- 西九州大学短期大学部（日语：西九州大学短期大学部）

## 1964年创办
- 旭川大学短期大学部（日语：旭川大学短期大学部）
- 钏路短期大学（日语：釧路短期大学）
- 盛冈大学短期大学部（日语：盛岡大学短期大学部）
- 四条畷学园短期大学（日语：四條畷学園短期大学）
- 常磐会短期大学（日语：常磐会短期大学）
- 甲子园短期大学（日语：甲子園短期大学）
- 广岛文化学园短期大学（日语：広島文化学園短期大学）
- 松山东云短期大学（日语：松山東雲短期大学）
- 福冈女学院大学短期大学部（日语：福岡女学院大学短期大学部）
- 大分短期大学（日语：大分短期大学）
- 别府沟部学园短期大学（日语：別府溝部学園短期大学）

## 1965年创办
- 共爱学园前桥国际大学短期大学部，原明和學園短期大學。
- 圣德大学短期大学部（日语：聖徳大学短期大学部）
- 和泉短期大学（日语：和泉短期大学）
- 驹泽女子短期大学（日语：駒沢女子短期大学）
- 帝京大学短期大学（日语：帝京大学短期大学）
- 东京成德短期大学（日语：東京成徳短期大学）
- 新潟青陵大学短期大学部（日语：新潟青陵大学短期大学部）
- 仁爱女子短期大学（日语：仁愛女子短期大学）
- 冈崎女子短期大学（日语：岡崎女子短期大学）
- 名古屋经营短期大学（日语：名古屋経営短期大学）
- 大阪城南女子短期大学（日语：大阪城南女子短期大学）
- 大阪千代田短期大学（日语：大阪千代田短期大学）
- 关西女子短期大学（日语：関西女子短期大学）
- 堺女子短期大学（日语：堺女子短期大学）
- 东大阪大学短期大学部（日语：東大阪大学短期大学部）
- 夙川学院短期大学（日语：夙川学院短期大学）
- 奈良佐保短期大学（日语：奈良佐保短期大学）
- 南九州短期大学（日语：南九州短期大学）
- 宫崎学园短期大学（日语：宮崎学園短期大学）
- 鹿儿岛女子短期大学（日语：鹿児島女子短期大学）

## 1966年创办
- 拓殖大学北海道短期大学（日语：拓殖大学北海道短期大学）
- 宫城诚真短期大学（日语：宮城誠真短期大学）
- 圣园学园短期大学（日语：聖園学園短期大学）
- 东北文教大学短期大学部（日语：東北文教大学短期大学部）
- 磐城短期大学（日语：いわき短期大学）
- 福岛学院大学短期大学部（日语：福島学院大学短期大学部）
- 筑波国际短期大学（日语：つくば国際短期大学）
- 常磐短期大学（日语：常磐短期大学）
- 国学院大学栃木短期大学（日语：國學院大學栃木短期大学）
- 东京立正短期大学（日语：東京立正短期大学）
- 横滨女子短期大学（日语：：横浜女子短期大学）
- 岐阜圣德学园大学短期大学部（日语：岐阜聖徳学園大学短期大学部）
- 中京学院大学中京短期大学部（日语：中京学院大学中京短期大学部）
- 静冈英和学院大学短期大学部（日语：静岡英和学院大学短期大学部）
- 常叶学园短期大学（日语：常葉学園短期大学）
- 名古屋文理大学短期大学部（日语：名古屋文理大学短期大学部）
- 铃鹿短期大学（日语：鈴鹿短期大学）
- 高田短期大学（日语：高田短期大学）
- 奈良艺术短期大学（日语：奈良芸術短期大学）
- 比治山大学短期大学部日语：）
- 今治明德短期大学（日语：今治明徳短期大学）
- 圣卡特琳娜大学短期大学部（日语：聖カタリナ大学短期大学部）
- 折尾爱真短期大学（日语：折尾愛真短期大学）
- 近畿大学九州短期大学（日语：近畿大学九州短期大学）
- 福冈女子短期大学（日语：福岡女子短期大学）
- 佐贺女子短期大学（日语：佐賀女子短期大学）
- 长崎短期大学（日语：長崎短期大学）
- 长崎女子短期大学（日语：長崎女子短期大学）
- 第一幼儿教育短期大学（日语：第一幼児教育短期大学）
- 冲绳女子短期大学（日语：沖縄女子短期大学）

## 1967年创办
- 光盐学园女子短期大学（日语：光塩学園女子短期大学）
- 北海道武藏女子短期大学（日语：北海道武蔵女子短期大学）
- 茨城女子短期大学（日语：茨城女子短期大学）
- 宇都宫短期大学（日语：宇都宮短期大学）
- 作新学院大学女子短期大学部（日语：作新学院大学女子短期大学部）
- 清和大学短期大学部（日语：清和大学短期大学部）
- 帝京学园短期大学（日语：帝京学園短期大学）
- 饭田短期大学（日语：飯田短期大学），原飯田女子短期大學，於2023年起招收男生。
- 上田短期大学（日语：上田短期大学） 原上田女子短期大學，於2025年起招收男生。
- 长野短期大学（日语：長野短期大学）
- 中部学院大学短期大学部（日语：中部学院大学短期大学部）
- 中日本汽车短期大学（日语：中日本自動車短期大学）
- 近畿大學丰冈短期大学（日语：近畿大学豊岡短期大学）
- 神户常盘大学短期大学部（日语：神戸常盤大学短期大学部）
- 山口短期大学（日语：山口短期大学）
- 香川短期大学（日语：香川短期大学）
- 高知学园短期大学（日语：高知学園短期大学）
- 精华女子短期大学（日语：精華女子短期大学）
- 东九州短期大学（日语：東九州短期大学）

## 1968年创办
- 千叶经济大学短期大学部（日语：千葉経済大学短期大学部）
- 鹤川女子短期大学（日语：鶴川女子短期大学）
- 新潟工业短期大学（日语：新潟工業短期大学）
- 新潟中央短期大学（日语：新潟中央短期大学）
- 大阪女学院短期大学（日语：大阪女学院短期大学）
- 山口艺术短期大学（日语：山口芸術短期大学）
- 九州產業大學造形短期大學部（日语：九州産業大学造形短期大学部），原九州造形短期大學。

## 1969年创办
- 札幌国际大学短期大学部（日语：札幌国際大学短期大学部）
- 昭和音乐大学短期大学部（日语：昭和音楽大学短期大学部）
- 大垣女子短期大学（日语：大垣女子短期大学）
- 山阳学园短期大学（日语：山陽学園短期大学）
- 高松短期大学（日语：高松短期大学）

## 1970年创办
- 青森中央短期大学（日语：青森中央短期大学）
- 千叶明德短期大学（日语：千葉明徳短期大学）
- 滋贺短期大学（日语：滋賀短期大学）
- 九州大谷短期大学（日语：九州大谷短期大学）

## 1971年创办
- 八戶學院大學短期大學部（日语：八戸学院大学短期大学部）
- 嵯峨美術短期大學（日语：嵯峨美術短期大学）
- 鸟取短期大学（日语：鳥取短期大学）
- 岩国短期大学（日语：岩国短期大学）

## 1972年创办
- 松本短期大学（日语：松本短期大学）

## 1973年创办
- 上智短期大学（日语：上智短期大学）
- 川崎医疗短期大学（日语：川崎医療短期大学）
- 德岛工业短期大学（日语：徳島工業短期大学）

## 1974年创办
- 仓敷市立短期大学（日语：倉敷市立短期大学）
- 湘北短期大学（日语：湘北短期大学）
- 姬路日之本短期大学（日语：姫路日ノ本短期大学）
- 中九州短期大学（日语：中九州短期大学）

## 1975年创办
- 高山汽车短期大学（日语：高山自動車短期大学）
- 福冈儿童短期大学（日语：福岡こども短期大学）

## 1976年创办
- 金城大学短期大学部（日语：金城大学短期大学部）

## 1977年创办
- 育英短期大学（日语：育英短期大学）

## 1979年创办
- 足利短期大学（日语：足利短期大学）
- 秋草学园短期大学（日语：秋草学園短期大学）
- 金泽星陵大学女子短期大学部（日语：金沢星稜大学女子短期大学部）

## 1981年创办
- 武藏野短期大学（日语：武蔵野短期大学）
- 清泉大學短期大學部（日语：清泉大学短期大学部）

## 1982年创办
- 国学院大学北海道短期大学部（日语：國學院大學北海道短期大学部）
- 羽阳学园短期大学（日语：羽陽学園短期大学）

## 1983年创办
- 新岛学园短期大学（日语：新島学園短期大学）
- 国际学院埼玉短期大学（日语：国際学院埼玉短期大学）
- 埼玉纯真短期大学（日语：埼玉純真短期大学）
- 城西短期大学（日语：城西短期大学）
- 信州丰南短期大学（日语：信州豊南短期大学）
- 丰桥创造大学短期大学部（日语：豊橋創造大学短期大学部）

## 1985年创办
- 创价女子短期大学（日语：創価女子短期大学）
- 蓝野大学短期大学部（日语：藍野大学短期大学部）

## 1986年创办
- 爱知产业大学短期大学（日语：愛知産業大学短期大学）

## 1987年创办
- 川口短期大学（日语：川口短期大学）
- 日本齿科大学新潟短期大学（日语：日本歯科大学新潟短期大学）
- 爱知工科大学自动车短期大学（日语：愛知工科大学自動車短期大学）

## 1988年创办
- 高崎商科大学短期大学部（日语：高崎商科大学短期大学部）
- 佐久大学信州短期大学部（日语：信州短期大学）

## 1989年创办
- 埼玉医科大学短期大学（日语：埼玉医科大学短期大学）
- 埼玉女子短期大学（日语：埼玉女子短期大学）
- 山村学园短期大学（日语：山村学園短期大学）

## 1990年创办
- 岩手县立大学宫古短期大学部（日语：岩手県立大学宮古短期大学部）
- 佐野短期大学（日语：佐野短期大学）
- 琵琶湖学院大学短期大学部（日语：びわこ学院大学短期大学部）

## 1991年创办
- 武藏丘短期大学（日语：武蔵丘短期大学）

## 1992年创办
- 东京经营短期大学（日语：東京経営短期大学）
- 山野美容艺术短期大学（日语：山野美容芸術短期大学）

## 1993年创办
- 京都经济短期大学（日语：京都経済短期大学）

## 1996年创办
- 日本赤十字東北看護大學介護福祉短期大學部（日语：日本赤十字東北看護大学介護福祉短期大学部）
- 群马医疗福祉大学短期大学部（日语：群馬医療福祉大学短期大学部）

## 1997年创办
- 明伦短期大学（日语：明倫短期大学）
- 富山福祉短期大学（日语：富山福祉短期大学）
- 福冈医疗短期大学（日语：福岡医療短期大学）

## 1998年创办
- 大和大學白鳳短期大學部（日语：大和大学白鳳短期大学部）

## 1999年创办
- 植草学园短期大学（日语：植草学園短期大学）

## 2002年创办
- 弘前医疗福祉大学短期大学部（日语：弘前医療福祉大学短期大学部）
- 大阪健康福祉短期大学（日语：大阪健康福祉短期大学）

## 2005年创办
- 日本齿科大学东京短期大学（日语：日本歯科大学東京短期大学）

## 2006年创办
- 东京福祉大学短期大学部（日语：東京福祉大学短期大学部）

## 2007年创办
- 岐阜保健短期大学（日语：岐阜保健短期大学）
- 島根縣立大學短期大学部（日语：島根県立大学短期大学部）

## 2008年创办
- 爱知医疗学院短期大学（日语：愛知医療学院短期大学）

## 2009年创办
- 仙台青叶学院短期大学（日语：仙台青葉学院短期大学）
- 有明教育艺术短期大学（日语：有明教育芸術短期大学）
- 贞静学园短期大学（日语：貞静学園短期大学）
- 平成医疗短期大学（日语：平成医療短期大学）

## 2011年创办
- 埼玉东萌短期大学（日语：埼玉東萌短期大学）
- 島根縣立大學短期大学部（日语：島根県立大学短期大学部）

## 不创办
- 三重护理卫生短期大学（日语：三重看護衛生短期大学）
- 福冈县立农业短期大学（日语：福岡県立農業短期大学）
- 和歌山短期大学（日语：和歌山短期大学）
- 富士索菲娅女学院短期大学（日语：富士ソフィア女学院短期大学）

## 已停辦
- 金泽美术工艺短期大学（日语：金沢美術工芸短期大学）
- 长野县短期大学（日语：長野県短期大学）
- 爱知县立女子短期大学（日语：愛知県立女子短期大学）
- 名古屋市立女子短期大学（日语：名古屋市立女子短期大学）
- 滋贺县立短期大学（日语：滋賀県立短期大学）
- 滋贺县立农业短期大学（日语：滋賀県立農業短期大学）
- 大阪社会事业短期大学（日语：大阪社会事業短期大学）
- 大阪府立大学工业短期大学部（日语：大阪府立大学工業短期大学部）
- 神户市外国语大学短期大学部（日语：神戸市外国語大学短期大学部）
- 姬路短期大学（日语：姫路短期大学）
- 和歌山县立理科短期大学（日语：和歌山県立理科短期大学）
- 尾道短期大学（日语：尾道短期大学）
- 广岛女子短期大学（日语：広島女子短期大学）
- 山口女子短期大学（日语：山口女子短期大学）
- 长崎县立女子短期大学（日语：長崎県立女子短期大学）
- 札幌短期大学（日语：札幌短期大学）
- 天使女子短期大学（日语：天使女子短期大学）
- 藤女子短期大学（日语：藤女子短期大学）
- 北海学园大学短期大学部（日语：北海学園大学短期大学部）
- 酪农学园大学短期大学部（日语：酪農学園大学短期大学部）
- 弘前学院短期大学（日语：弘前学院短期大学）
- 尚絅学院大学女子短期大学部（日语：尚絅学院大学女子短期大学部）
- 东北学院大学短期大学部（日语：東北学院大学短期大学部）
- 宫城学院女子短期大学（日语：宮城学院女子短期大学）
- 茨城基督教大学短期大学部（日语：茨城キリスト教大学短期大学部）
- 关东短期大学（日语：関東短期大学）
- 丽泽短期大学（日语：麗澤短期大学）
- 和洋女子大学短期大学部（日语：和洋女子大学短期大学部）
- 青山学院女子短期大学 （日语：青山学院女子短期大学）
- 迹见学园女子大学短期大学部（日语：跡見学園女子大学短期大学部）
- 樱美林大学短期大学部 （日语：桜美林大学短期大学部）
- 学习院女子短期大学（日语：学習院女子短期大学）
- 惠泉女学园园艺短期大学（日语：恵泉女学園園芸短期大学）
- 工学院大学短期大学部（日语：工学院大学短期大学部）
- 攻玉社工科短期大学（日语：攻玉社工科短期大学）
- 拓殖短期大学（日语：拓殖短期大学）
- 驹泽短期大学（日语：駒澤短期大学）
- 芝浦工业短期大学（日语：芝浦工業短期大学）
- 昭和女子大学短期大学部（日语：昭和女子大学短期大学部）
- 白百合短期大学（日语：白百合短期大学）
- 圣母女子短期大学（日语：聖母女子短期大学）
- 专修大学短期大学部（日语：専修大学短期大学部）
- 多摩美术短期大学（日语：多摩美術短期大学）
- 东京家政学院短期大学（日语：東京家政学院短期大学）
- 东京经济大学短期大学部（日语：東京経済大学短期大学部）
- 东京工艺大学短期大学部（日语：東京工芸大学短期大学部）
- 东京女子大学短期大学部（日语：東京女子大学短期大学部）
- 东京电机大学短期大学（日语：東京電機大学短期大学）
- 东京都立立川短期大学（日语：東京都立立川短期大学）
- 东京农业大学短期大学部（日语：東京農業大学短期大学部）
- 东洋英和女学院大学短期大学部（日语：東洋英和女学院大学短期大学部）
- 东洋女子短期大学（日语：東洋女子短期大学）
- 东洋大学短期大学（日语：東洋大学短期大学）
- 亚细亚大学短期大学部（日语：亜細亜大学短期大学部）
- 日本社会事业短期大学（日语：日本社会事業短期大学）
- 嘉悦大学短期大学部（日语：嘉悦大学短期大学部）
- 日本女子体育短期大学（日语：日本女子体育短期大学）
- 文化学园大学短期大学部（日语：文化学園大学短期大学部）
- 武藏工业大学短期大学部（日语：武蔵工業大学短期大学部）
- 武藏野音乐大学短期大学部（日语：武蔵野音楽大学短期大学部）
- 武藏野女子大学短期大学部（日语：武蔵野女子大学短期大学部）
- 明治大学短期大学（日语：明治大学短期大学）
- 山胁学园短期大学（日语：山脇学園短期大学）
- 立正大学短期大学部（日语：立正大学短期大学部）
- 神奈川大学短期大学部（日语：神奈川大学短期大学部）
- 关东学院女子短期大学（日语：関東学院女子短期大学）
- 湘南工业短期大学（日语：湘南工業短期大学）
- 菲莉斯女学院短期大学（日语：フェリス女学院短期大学）
- 法政大学短期大学部（日语：法政大学短期大学部）
- 圣塞西莉亚女子短期大学（日语：聖セシリア女子短期大学）
- 新潟短期大学（日语：新潟短期大学）
- 身延山短期大学（日语：身延山短期大学）
- 金城学院大学短期大学部（日语：金城学院大学短期大学部）
- 光陵女子短期大学（日语：光陵女子短期大学）
- 中部大學女子短期大學（日语：中部大学女子短期大学）
- 名城大学短期大学部（日语：名城大学短期大学部）
- 四日市大学短期大学部（日语：四日市大学短期大学部）
- 大谷大学短期大学部（日语：大谷大学短期大学部）
- 京都女子大学短期大学部（日语：京都女子大学短期大学部）
- 成安造型短期大学（日语：成安造形短期大学）
- 成美大学短期大学部（日语：成美大学短期大学部）
- 同志社大学短期大学部（日语：同志社大学短期大学部）
- 平安女学院大学短期大学部（日语：平安女学院大学短期大学部）
- 大阪工业大学短期大学部（日语：大阪工業大学短期大学部）
- 大阪产业大学短期大学部（日语：大阪産業大学短期大学部）
- 大阪大谷大学短期大学部（日语：大阪大谷大学短期大学部）
- 关西大学短期大学部（日语：関西大学短期大学部）
- 相爱女子短期大学（日语：相愛女子短期大学）
- 帝冢山学院短期大学（日语：帝塚山学院短期大学）
- 梅花女子大学短期大学部（日语：梅花女子大学短期大学部）
- 普尔学院大学短期大学部（日语：プール学院大学短期大学部）
- 关西学院短期大学（日语：関西学院短期大学）
- 神户山手短期大学（日语：神戸山手短期大学）
- 神户松荫女子学院大学短期大学部（日语：神戸松蔭女子学院大学短期大学部）
- 天理大学女子短期大学部（日语：天理大学女子短期大学部）
- 铃峰女子短期大学（日语：鈴峯女子短期大学）
- 广岛女学院大学短期大学部（日语：広島女学院大学短期大学部）
- 松山外国语短期大学（日语：松山外国語短期大学）
- 西南学院大学短期大学部（日语：西南学院大学短期大学部）
- 活水女子短期大学（日语：活水女子短期大学）
- 长崎纯心大学短期大学部（日语：長崎純心大学短期大学部）
- 长崎外国语短期大学（日语：長崎外国語短期大学）
- 长崎造船短期大学（日语：長崎造船短期大学）
- 熊本学园大学短期大学部（日语：熊本学園大学短期大学部）
- 鹿儿岛商科短期大学（日语：鹿児島商科短期大学）
- 名古屋工业大学短期大学部（日语：名古屋工業大学短期大学部）
- 京都工艺纤维大学工业短期大学部（日语：京都工芸繊維大学工業短期大学部）
- 九州工业大学短期大学部（日语：九州工業大学短期大学部）
- 长崎大学商科短期大学部（日语：長崎大学商科短期大学部）
- 京都府立大学女子短期大学部（日语：京都府立大学女子短期大学部）
- 兵库农业短期大学（日语：兵庫農業短期大学）
- 北九州大学短期大学部（日语：北九州大学短期大学部）
- 长崎县立佐世保商科短期大学（日语：長崎県立佐世保商科短期大学）
- 千叶短期大学（日语：千葉短期大学）
- 日本基督教短期大学（日语：日本基督教短期大学）
- 中央商科短期大学（日语：中央商科短期大学）
- 东京富士大学短期大学部（日语：東京富士大学短期大学部）
- 宝仙学园短期大学（日语：宝仙学園短期大学）
- 小樽商科大学短期大学部（日语：小樽商科大学短期大学部）
- 福岛大学经济短期大学部（日语：福島大学経済短期大学部）
- 千叶大学工业短期大学部（日语：千葉大学工業短期大学部）
- 宫城县农业短期大学（日语：宮城県農業短期大学）
- 高崎市立短期大学（日语：高崎市立短期大学，現高崎經濟大學）
- 前桥市立工业短期大学（日语：前橋市立工業短期大学）
- 静冈大学法经短期大学部（日语：静岡大学法経短期大学部）
- 京都市立音乐短期大学（日语：京都市立音楽短期大学）
- 川村短期大学（日语：川村短期大学）
- 慈幼短期大学（日语：サレジオ短期大学）
- 东海大学短期大学部（日语：東海大学短期大学部）
- 神户学院女子短期大学（日语：神戸学院女子短期大学）
- 伊丽莎白短期大学（日语：エリザベト短期大学）
- 广岛修道大学短期大学部（日语：広島修道大学短期大学部）
- 神奈川县立营养短期大学（日语：神奈川県立栄養短期大学）
- 名古屋市立保育短期大学（日语：名古屋市立保育短期大学）
- 大阪府立大学农业短期大学部（日语：大阪府立大学農業短期大学部）
- 奈良县立短期大学（日语：奈良県立短期大学）
- 岛根县立岛根女子短期大学（日语：島根県立島根女子短期大学）
- 高知短期大学（日语：高知短期大学）
- 北海道科學大學短期大學部（日语：北海道科学大学短期大学部，前北海道自動車短期大學）
- 国士馆短期大学（日语：国士舘短期大学）
- 日本体育大学女子短期大学部（日语：日本体育大学女子短期大学部）
- 文教大学女子短期大学部（日语：文教大学女子短期大学部）
- 中部社会事业短期大学（日语：中部社会事業短期大学）
- 近江短期大学（日语：近江短期大学）
- 八幡大学短期大学部（日语：八幡大学短期大学部）
- 长崎玉成短期大学（日语：長崎玉成短期大学）
- 群马大学工业短期大学部（日语：群馬大学工業短期大学部）
- 电气通信大学短期大学部（日语：電気通信大学短期大学部）
- 静冈大学工业短期大学部（日语：静岡大学工業短期大学部）
- 滋贺大学经济短期大学部（日语：滋賀大学経済短期大学部）
- 山口大学工业短期大学部（日语：山口大学工業短期大学部）
- 山形大学工业短期大学部（日语：山形大学工業短期大学部）
- 埼玉大学经济短期大学部（日语：埼玉大学経済短期大学部）
- 和歌山大学经济短期大学部（日语：和歌山大学経済短期大学部）
- 冈山大学法经短期大学部（日语：岡山大学法経短期大学部）
- 德岛大学工业短期大学部（日语：徳島大学工業短期大学部）
- 东京都立工业短期大学（日语：東京都立工業短期大学）
- 东京都立商科短期大学（日语：東京都立商科短期大学）
- 京都市立护理短期大学（日语：京都市立看護短期大学）
- 广岛农业短期大学（日语：広島農業短期大学）
- 浦和商业短期大学（日语：浦和商業短期大学）
- 农民讲道馆农业短期大学（日语：農民講道館農業短期大学）
- 成城大学短期大学部（日语：成城大学短期大学部）
- 圣路加短期大学（日语：聖路加短期大学）
- 东洋音乐短期大学（日语：東洋音楽短期大学）
- 日本赤十字中央女子短期大学（日语：日本赤十字中央女子短期大学）
- 中京短期大学（日语：中京短期大学 (愛知県)）
- 爱知工业大学短期大学部（日语：愛知工業大学短期大学部）
- 都留短期大学（日语：都留短期大学，現都留文科大學）
- 冈山县立大学短期大学部（日语：岡山県立大学短期大学部）
- 协同组合短期大学（日语：協同組合短期大学）
- 大阪女子短期大学（日语：大阪女子短期大学）
- 甲南女子大学短期大学部（日语：甲南女子大学短期大学部）
- 神户海星女子学院短期大学（日语：神戸海星女子学院短期大学）
- 津田短期大学（日语：津田短期大学）
- 冈山商科短期大学（日语：岡山商科短期大学）
- 日向学院短期大学（日语：日向学院短期大学）
- 茨城大学工业短期大学部（日语：茨城大学工業短期大学部）
- 下关商业短期大学（日语：下関商業短期大学）
- 东京女学馆短期大学（日语：東京女学館短期大学）
- 东横学园女子短期大学（日语：東横学園女子短期大学）
- 香川县明善短期大学（日语：香川県明善短期大学）
- 武藏野美术大学短期大学部（日语：武蔵野美術大学短期大学部）
- 贤明女子学院短期大学（日语：賢明女子学院短期大学）
- 大阪外国语大学短期大学部（日语：大阪外国語大学短期大学部）
- 久留米工业短期大学（日语：久留米工業短期大学）
- 东北福祉短期大学（日语：東北福祉短期大学）
- 大阪电气通信大学短期大学部（日语：大阪電気通信大学短期大学部）
- 冲绳大学短期大学部（日语：沖縄大学短期大学部）
- 富山大学经营短期大学部（日语：富山大学経営短期大学部）
- 岐阜大学工业短期大学部（日语：岐阜大学工業短期大学部）
- 新潟大学商业短期大学部（日语：新潟大学商業短期大学部）
- 大阪信爱女学院短期大学（日语：大阪信愛女学院短期大学）
- 四国学院短期大学（日语：四国学院短期大学）
- 北见工业短期大学（日语：北見工業短期大学）
- 室兰工业大学短期大学部（日语：室蘭工業大学短期大学部）
- 香川大学商业短期大学部（日语：香川大学商業短期大学部）
- 东京都立航空工业短期大学（日语：東京都立航空工業短期大学）
- 宇都宫工业短期大学（日语：宇都宮工業短期大学）
- 长冈工业短期大学（日语：長岡工業短期大学）
- 宇部工业短期大学（日语：宇部工業短期大学）
- 爱知淑德短期大学（日语：愛知淑徳短期大学）
- 日本福祉大学女子短期大学部（日语：日本福祉大学女子短期大学部）
- 帝冢山大学短期大学部（日语：帝冢山大学短期大学部）
- 圣母清心女子短期大学（日语：ノ—トルダム清心女子短期大学）
- 广岛工业短期大学（日语：広島工業短期大学）
- 富山县立大学短期大学部（日语：富山県立大学短期大学部）
- 青森短期大学（日语：青森短期大学）
- 大同工业短期大学（日语：大同工業短期大学）
- 中部工业短期大学（日语：中部工業短期大学）
- 京都圣母女学院短期大学（日语：京都聖母女学院短期大学）
- 英知短期大学（日语：英知短期大学）
- 广岛文教女子大学短期大学部（日语：広島文教女子大学短期大学部）
- 县立新潟女子短期大学（日语：県立新潟女子短期大学）
- 北海道文教大学短期大学部（日语：北海道文教大学短期大学部）
- 圣德营养短期大学（日语：聖徳栄養短期大学）
- 福井女子短期大学（日语：福井女子短期大学）
- 名古屋学艺大学短期大学部（日语：名古屋学芸大学短期大学部）
- 名古屋艺术大学短期大学部（日语：名古屋芸術大学短期大学部）
- 千里金兰大学短期大学部（日语：千里金蘭大学短期大学部）
- 广岛中央女子短期大学（日语：広島中央女子短期大学）
- 福山市立女子短期大学（日语：福山市立女子短期大学）
- 图书馆短期大学（日语：図書館短期大学）
- 水户短期大学（日语：水戸短期大学）
- 文京学院短期大学（日语：文京学院短期大学）
- 东海学园大学短期大学部（日语：東海学園大学短期大学部）
- 三重中京大学短期大学部（日语：三重中京大学短期大学部）
- 羽衣学园短期大学（日语：羽衣学園短期大学）
- 广岛国际学院大学汽车短期大学部（日语：広島国際学院大学自動車短期大学部）
- 梅光学院大学女子短期大学部（日语：梅光学院大学女子短期大学部）
- 德岛文化女子短期大学（日语：徳島文化女子短期大学）
- 岩见泽驹泽短期大学（日语：岩見沢駒澤短期大学）
- 驹泽大学苫小牧短期大学（日语：駒澤大学苫小牧短期大学）
- 玉川学园女子短期大学（日语：玉川学園女子短期大学）
- 麻布公众卫生短期大学（日语：麻布公衆衛生短期大学）
- 富士见丘女子短期大学（日语：富士見丘女子短期大学）
- 名古屋经济大学短期大学部（日语：名古屋経済大学短期大学部）
- 东邦学园短期大学（日语：東邦学園短期大学）
- 名古屋音乐短期大学（日语：名古屋音楽短期大学）
- 奈良文化女子短期大学（日语：奈良文化女子短期大学）
- 九州电机短期大学（日语：九州電機短期大学）
- 筑紫女学园大学短期大学部（日语：筑紫女学園大学短期大学部）
- 熊本工业短期大学（日语：熊本工業短期大学）
- 大分女子短期大学（日语：大分女子短期大学）
- 山梨县立女子短期大学（日语：山梨県立女子短期大学）
- 道都大学短期大学部（日语：道都大学短期大学部）
- 仙台白百合短期大学（日语：仙台白百合短期大学）
- 酒田短期大学（日语：酒田短期大学）
- 高崎健康福祉大学短期大学部（日语：高崎健康福祉大学短期大学部）
- 十文字学园女子大学短期大学部（日语：十文字学園女子大学短期大学部）
- 青叶学园短期大学（日语：青葉学園短期大学）
- 杏林短期大学（日语：杏林短期大学）
- 东京基督教短期大学（日语：東京キリスト教短期大学）
- 日本赤十字武藏野短期大学（日语：日本赤十字武蔵野短期大学）
- 明爱女子短期大学（日语：カリタス女子短期大学）
- 横滨美术短期大学（日语：横浜美術短期大学）
- 横滨商科短期大学（日语：横浜商科短期大学）
- 山梨英和短期大学（日语：山梨英和短期大学）
- 安城学园大学短期大学部（日语：安城学園大学短期大学部）
- 藤田保健卫生大学短期大学（日语：藤田保健衛生大学短期大学）
- 皇学馆短期大学（日语：皇學館短期大学）
- 大阪薰英女子短期大学（日语：大阪薫英女子短期大学）
- 樟荫东短期大学（日语：樟蔭東短期大学）
- 畿央大学短期大学部（日语：畿央大学短期大学部）
- 环太平洋大学短期大学部（日语：環太平洋大学短期大学部）
- 爱媛帝京短期大学（日语：愛媛帝京短期大学）
- 久留米工业学园短期大学（日语：久留米工業学園短期大学）
- 长崎卫斯理公会短期大学（日语：長崎ウエスレヤン短期大学）
- 鹿儿岛工业短期大学（日语：鹿児島工業短期大学）
- 南日本短期大学（日语：南日本短期大学）
- 琉球大学短期大学部（日语：琉球大学短期大学部）
- 大阪大学医疗技术短期大学部（日语：大阪大学医療技術短期大学部）
- 神奈川县立卫生短期大学（日语：神奈川県立衛生短期大学）
- 福冈县社会保育短期大学（日语：福岡県社会保育短期大学）
- 小樽短期大学（日语：小樽短期大学）
- 女子圣学院短期大学（日语：女子聖学院短期大学）
- 东京纯心女子短期大学（日语：東京純心女子短期大学）
- 立教女学院短期大学（日语：立教女学院短期大学）
- 田园调布学园大学短期大学部（日语：田園調布学園大学短期大学部）
- 长野经济短期大学（日语：長野経済短期大学）
- 名古屋造型艺术大学短期大学部（日语：名古屋造形芸術大学短期大学部）
- 大阪青山短期大学（日语：大阪青山短期大学）
- 宝冢造型艺术大学短期大学部（日语：宝塚造形芸術大学短期大学部）
- 聖母被昇天學院女子短期大學（日语：聖母被昇天学院女子短期大学）
- 神户时装造型大学短期大学部（日语：神戸ファッション造形大学短期大学部）
- 吉备国际大学短期大学部（日语：吉備国際大学短期大学部）
- 萩女子短期大学（日语：萩女子短期大学）
- 濑户内短期大学（日语：瀬戸内短期大学）
- 北九州短期大学（日语：北九州短期大学）
- 圣心耳舒拉学园短期大学（日语：聖心ウルスラ学園短期大学）
- 正心女子短期大学（日语：正心女子短期大学）
- 鹿儿岛国际大学短期大学部（日语：鹿児島国際大学短期大学部）
- 神奈川县立外语短期大学（日语：神奈川県立外語短期大学）
- 爱知县立护理短期大学（日语：愛知県立看護短期大学）
- 札幌香兰女子短期大学（日语：札幌香蘭女子短期大学）
- 札幌大学女子短期大学部（日语：札幌大学女子短期大学部）
- 专修大学北海道短期大学（日语：専修大学北海道短期大学）
- 淑德学园短期大学（日语：淑徳学園短期大学）
- 南山大学短期大学部（日语：南山大学短期大学部）
- 京都精华大学短期大学部（日语：京都精華大学短期大学部）
- 岛根中央女子短期大学（日语：島根中央女子短期大学）
- 北九州女子短期大学（日语：北九州女子短期大学）
- 久留米信爱短期大学（日语：久留米信愛短期大学）
- 银杏学园短期大学（日语：銀杏学園短期大学）
- 文化女子大学室兰短期大学（日语：文化女子大学室蘭短期大学）
- 东京女子医科大学护理短期大学（日语：東京女子医科大学看護短期大学）
- 圣隶克里斯多福大学护理短期大学部（日语：聖隷クリストファー大学看護短期大学部）
- 椙山女学园大学短期大学部（日语：椙山女学園大学短期大学部）
- 艾伦国际短期大学（日语：アレン国際短期大学）
- 爱知江南短期大学（日语：愛知江南短期大学）
- 名古屋圣灵短期大学（日语：名古屋聖霊短期大学）
- 九州大学医疗技术短期大学部（日语：九州大学医療技術短期大学部）
- 石川县农业短期大学（日语：石川県農業短期大学）
- 明之星女子短期大学（日语：明の星女子短期大学）
- 三育学院短期大学（日语：三育学院短期大学）
- 长冈短期大学（日语：長岡短期大学）
- 东京都立工科短期大学（日语：東京都立工科短期大学）
- 东海大学工艺短期大学（日语：東海大学工芸短期大学）
- 东京田中短期大学（日语：東京田中短期大学）
- 近畿大学青踏女子短期大学（日语：近畿大学青踏女子短期大学）
- 熊本音乐短期大学（日语：熊本音楽短期大学）
- 冲绳国际大学短期大学部（日语：沖縄国際大学短期大学部）
- 金泽大学医疗技术短期大学部（日语：金沢大学医療技術短期大学部）
- 秋田县立大学短期大学部（日语：秋田県立大学短期大学部）
- 姬路学院女子短期大学（日语：姫路短期大学部）
- 桃山学院短期大学（日语：桃山学院短期大学）
- 东北大学医疗技术短期大学部（日语：東北大学医療技術短期大学部）
- 白鸥大学女子短期大学部（日语：白鴎大学女子短期大学部）
- 东海大学医疗技术短期大学（日语：東海大学医療技術短期大学）
- PL学园女子短期大学（日语：PL学園女子短期大学）
- 新潟大学医疗技术短期大学部（日语：新潟大学医療技術短期大学部）
- 信州大学医疗技术短期大学部（日语：信州大学医療技術短期大学部）
- 埼玉县立大学短期大学部（日语：埼玉県立大学短期大学部）
- 福井县立大学护理短期大学部（日语：福井県立大学看護短期大学部）
- 高知女子大学保育短期大学部（日语：高知女子大学保育短期大学部）
- 九州女学院短期大学（日语：九州女学院短期大学）
- 弘前大学医疗技术短期大学部（日语：弘前大学医療技術短期大学部）
- 京都大学医疗技术短期大学部（日语：京都大学医療技術短期大学部）
- 鸟取大学医疗技术短期大学部（日语：鳥取大学医療技術短期大学部）
- 熊本大学医疗技术短期大学部（日语：熊本大学医療技術短期大学部）
- 三重县立护理短期大学（日语：三重県立看護短期大学）
- 京都艺术短期大学（日语：京都芸術短期大学）
- 群马大学医疗技术短期大学部（日语：群馬大学医療技術短期大学部）
- 名古屋大学医疗技术短期大学部（日语：名古屋大学医療技術短期大学部）
- 大阪府立护理大学医疗技术短期大学部（日语：大阪府立看護大学医療技術短期大学部）
- 明治针灸短期大学（日语：明治鍼灸短期大学）
- 筑波大学医疗技术短期大学部（日语：筑波大学医療技術短期大学部）
- 产业医科大学医疗技术短期大学（日语：産業医科大学医療技術短期大学）
- 山口大学医疗技术短期大学部（日语：山口大学医療技術短期大学部）
- 新见公立短期大学（日语：新見公立短期大学）
- 洗足学园鱼津短期大学（日语：洗足学園魚津短期大学）
- 北海道大学医疗技术短期大学部（日语：北海道大学医療技術短期大学部）
- 千叶县立卫生短期大学（日语：千葉県立衛生短期大学）
- 神户市护理大学短期大学部（日语：神戸市看護大学短期大学部）
- 高崎艺术短期大学（日语：高崎芸術短期大学）
- 尚美学园短期大学（日语：尚美学園短期大学）
- 神户大学医疗技术短期大学部（日语：神戸大学医療技術短期大学部）
- 东京工艺大学女子短期大学部（日语：東京工芸大学女子短期大学部）
- 光陵女子短期大学（日语：光陵女子短期大学）
- 札幌医科大学卫生短期大学部（日语：札幌医科大学衛生短期大学部）
- 岐阜医疗技术短期大学（日语：岐阜医療技術短期大学）
- 京都文化短期大学（日语：京都文化短期大学）
- 北海学园北见短期大学（日语：北海学園北見短期大学）
- 清真学园女子短期大学（日语：清真学園女子短期大学）
- 共荣学园短期大学（日语：共栄学園短期大学）
- 长崎大学医疗技术短期大学部（日语：長崎大学医療技術短期大学部）
- 江户川短期大学（日语：江戸川短期大学）
- 东邦大学医疗短期大学（日语：東邦大学医療短期大学）
- 松荫女子短期大学（日语：松蔭女子短期大学）
- 圣泉大学短期大学部（日语：聖泉大学短期大学部）
- 大阪明净女子短期大学（日语：大阪明浄女子短期大学）
- 关西针灸短期大学（日语：関西鍼灸短期大学）
- 高冈短期大学（日语：高岡短期大学）
- 鹿儿岛大学医疗技术短期大学部（日语：鹿児島大学医療技術短期大学部）
- 东京都立医疗技术短期大学（日语：東京都立医療技術短期大学）
- 敦贺短期大学（日语：敦賀短期大学）
- 同志社女子大学短期大学部（日语：同志社女子大学短期大学部）
- 吴大学短期大学部（日语：呉大学短期大学部）
- 圣马利亚学院短期大学（日语：聖マリア学院短期大学）
- 冈山大学医疗技术短期大学部（日语：岡山大学医療技術短期大学部）
- 稚内北星学园短期大学（日语：稚内北星学園短期大学）
- 自治医科大学护理短期大学（日语：自治医科大学看護短期大学）
- 浦和大学短期大学部（日语：浦和大学短期大学部）
- 日本桥女学馆短期大学（日语：日本橋女学館短期大学）
- 大阪短期大学（日语：大阪短期大学）
- 关西国际大学短期大学部（日语：関西国際大学短期大学部）
- 大阪樟荫女子大学短期大学部（日语：大阪樟蔭女子大学短期大学部）
- 东京理科大学山口短期大学（日语：東京理科大学山口短期大学）
- 德山女子短期大学（日语：徳山女子短期大学）
- 帝京大学福冈短期大学（日语：帝京大学福岡短期大学）
- 德岛大学医疗技术短期大学部（日语：徳島大学医療技術短期大学部）
- 名古屋市立大学护理短期大学部（日语：名古屋市立大学看護短期大学部）
- 爱媛县立医疗技术短期大学（日语：愛媛県立医療技術短期大学）
- 共爱学园女子短期大学（日语：共愛学園女子短期大学）
- 文理情报短期大学（日语：文理情報短期大学）
- 庆应义塾护理短期大学（日语：慶応義塾看護短期大学）
- 小松短期大学（日语：小松短期大学）
- 七尾短期大学（日语：七尾短期大学）
- 静冈学园短期大学（日语：静岡学園短期大学）
- 三重大学医疗技术短期大学部（日语：三重大学医療技術短期大学部）
- 宇都宫文星短期大学（日语：宇都宮文星短期大学）
- 埼玉短期大学（日语：埼玉短期大学）
- 顺天堂医疗短期大学（日语：顺天堂医療短期大学）
- 横滨创英短期大学（日语：横浜創英短期大学）
- 中部大学女子短期大学（日语：中部大学女子短期大学）
- 名古屋明德短期大学（日语：名古屋明徳短期大学）
- 日本赤十字爱知短期大学（日语：日本赤十字愛知短期大学）
- 京都医疗技术短期大学（日语：京都医療技術短期大学）
- 神户女子大学濑户短期大学（日语：神戸女子大学瀬戸短期大学）
- 广岛女子商短期大学（日语：広島女子商短期大学）
- 麻生福冈短期大学（日语：麻生福岡短期大学）
- 秋田大学医疗技术短期大学部（日语：秋田大学医療技術短期大学部）
- 筑波技术短期大学（日语：筑波技術短期大学）
- 岩手护理短期大学（日语：岩手看護短期大学）
- 东京家政学院筑波女子大学短期大学部（日语：東京家政学院筑波女子大学短期大学部）
- 帝京平成护理短期大学（日语：帝京平成看護短期大学）
- 东京理科大学诹访短期大学（日语：東京理科大学諏訪短期大学）
- 常叶学园富士短期大学（日语：常葉学園富士短期大学）
- 丰田短期大学（日语：豊田短期大学）
- 东海大学福冈短期大学（日语：東海大学福岡短期大学）
- 湘南国际女子短期大学（日语：湘南国際女子短期大学）
- 岐阜大学医疗技术短期大学部（日语：岐阜大学医療技術短期大学部）
- 静冈福祉大学短期大学部（日语：静岡福祉大学短期大学部）
- 富士菲尼克斯短期大学（日语：富士フェニックス短期大学）
- 冈崎学园国际短期大学（日语：岡崎学園国際短期大学）
- 群马县立医疗短期大学（日语：群馬県立医療短期大学）
- 京都府立医科大学医疗技术短期大学部（日语：京都府立医科大学医療技術短期大学部）
- 岛根县立国际短期大学（日语：島根県立国際短期大学）
- 东北科学技术短期大学（日语：東北科学技術短期大学）
- 土佐女子短期大学（日语：土佐女子短期大学）
- 新潟县立护理短期大学（日语：新潟県立看護短期大学）
- 秋田公立美术工艺短期大学（日语：秋田公立美術工芸短期大学）
- 川崎市立护理短期大学（日语：川崎市立看護短期大学）
- 横滨市立大学护理短期大学部（日语：横浜市立大学看護短期大学部）
- 山梨县立护理大学短期大学部（日语：山梨県立看護大学短期大学部）
- 岛根县立护理短期大学（日语：島根県立看護短期大学）
- 广岛县立保健福祉短期大学（日语：広島県立保健福祉短期大学）
- 奈良县立医科大学护理短期大学部（日语：奈良県立医科大学看護短期大学部）
- 和歌山县立医科大学护理短期大学部（日语：和歌山県立医科大学看護短期大学部）
- 秋田桂城短期大学（日语：秋田桂城短期大学）
- 山形县立保健医疗短期大学（日语：山形県立保健医療短期大学）
- 昭和大学医疗短期大学（日语：昭和大学医療短期大学）
- 大阪市立大学护理短期大学部（日语：大阪市立大学看護短期大学部）
- 群马帕斯学园短期大学（日语：群馬パース学園短期大学）
- 香川县立医疗短期大学（日语：香川県立医療短期大学）
- 群马松岭福祉短期大学（日语：群馬松嶺福祉短期大学）
- 爱知新城大谷大学短期大学部（日语：愛知新城大谷大学短期大学部）
- 大阪体育大学短期大学部（日语：大阪体育大学短期大学部）
- 明治针灸大学医疗技术短期大学部（日语：明治鍼灸大学医療技術短期大学部）
- 山崎动物护理短期大学（日语：ヤマザキ動物看護短期大学），現山崎动物护理大学。
- 爱知Kiwami护理短期大学（日语：愛知きわみ看護短期大学）
- 福井医疗短期大学（日语：福井医療短期大学），2017年改制為福井医疗大学。

## 参看
- 日本大学列表